# Bauen
Pour les articles homonymes, voir Bauen.
Bauen est une ancienne commune et une localité de la commune de Seedorf, située dans le canton d'Uri, en Suisse.
Le 1er janvier 2021, Bauen a fusionné avec la commune de Seedorf.

## Géographie

Vue aérienne de 300 m par Walter Mittelholzer (1922).

Selon l'Office fédéral de la statistique, Bauen mesure 3,78 km2.

## Démographie
Selon l'Office fédéral de la statistique, Bauen compte 165 habitants en 2018. Sa densité de population atteint 49 hab./km².
Le graphique suivant résume l'évolution de la population de Bauen entre 1850 et 2008 :